# La Ville-sous-Orbais
La Ville-sous-Orbais är en kommun i departementet Marne i regionen Grand Est (tidigare regionen Champagne-Ardenne) i nordöstra Frankrike. Kommunen ligger i kantonen Montmort-Lucy som tillhör arrondissementet Épernay. År 2022 hade La Ville-sous-Orbais 40 invånare.

## Befolkningsutveckling
Antalet invånare i kommunen La Ville-sous-Orbais
| Referens: INSEE |